# Tour de France (singolo)
Tour de France è un singolo del gruppo musicale tedesco Kraftwerk, pubblicato nel giugno del 1983.

## Descrizione
Tour de France è celebre per l'uso di voci e suoni meccanici associati al ciclismo che i Kraftwerk hanno campionato per creare la sezione ritmica - una tecnica che il gruppo ha già usato in altri lavori precedenti, come Metal on Metal (da Trans Europa Express) e Numbers (da Computerwelt).
La musica è stata scritta da Karl Bartos, Ralf Hütter e Florian Schneider, mentre i testi sono opera di Hütter e Maxime Schmitt, un socio francese della band; La melodia sembra citare un frammento della sezione di apertura di Sonata per Flauto e Pianoforte di Paul Hindemith.
La canzone è un inno al ciclismo, sport che stava suscitando sempre più vivo interesse per la band.
Il brano è stato originariamente registrato con l'intenzione di essere incluso nell'album Electric Café, ma poi la band scelse di pubblicarlo a parte, come singolo, su 7" e 12".
L'idea del brano parte da un riff principale scritto ed eseguito da Karl Bartos, che diede le prime idee armoniche e melodiche successivamente arricchite e completate da Ralf Hütter, mentre il contributo di Florian Schneider (come spesso accade) riguarda soprattutto la parte più tecnica, quindi gli effetti sonori.
Il disegno di copertina (che si rifà ad un francobollo ungherese del 1953) raffigura i componenti della band che vanno in bicicletta su una strada bianca, che poi altro non è che il colore interno della bandiera francese. 
Il pezzo è anche stato incluso nel film Breakdance del 1984.
In Germania Tour De France è stato distribuito in lingua tedesca e francese, rispettivamente nel lato A e lato B del vinile, ma in altri paesi è stato commercializzato solo in lingua francese.
Nel mese di agosto del 1984 la canzone è stata ripubblicata in due nuove versioni: la prima è un remix di François Kevorkian, che si differenzia dall'originale perché è in gran parte strumentale e perché è molto più lungo (6:48), mentre l'altra è una versione alternativa, mixata dai Kraftwerk, con sezioni più percussive rispetto alla versione dell'83.
Nel 1999 Tour De France è stato rimasterizzato in digitale e ripubblicato ancora una volta, questa volta come un CD. La copertina è stata leggermente alterata: i volti degli ormai ex-componenti del gruppo, Karl Bartos e Wolfgang Flür, sono stati sostituiti dalle facce dei membri attuali, Fritz Hilpert e Henning Schmitz.
Una versione estesa della canzone è stata inclusa come traccia finale nell'album Tour de France Soundtracks, del 2003.
Il singolo ha raggiunto la posizione numero 22 nella classifica del Regno Unito.

## Tracce
Musiche di Karl Bartos, Ralf Hütter e Florian Schneider. Testi di Ralf Hütter.
12" e cassetta inglese (1983)
1. Tour De France
2. Tour de France (Long Version) – 6:30
3. Tour de France – 3:00
4. Tour de France, Étape 2 – 2:40

7" inglese (1983)
1. Tour de France – 3:00
2. Tour de France (Strumentale) – 2:40

12" tedesco (1983)
1. Tour de France (versione tedesca) – 6:30
2. Tour de France (versione francese) – 6:30

7" tedesco (1983)
1. Tour de France (versione tedesca) – 3:00
2. Tour de France (versione francese) – 3:00

12" statunitense (1984)
1. Tour De France - 6:45
2. Tour de France (Remix) - 6:47

12" inglese (1984)
1. Tour de France (François Kevorkian Remix) – 6:47
2. Tour de France (versione francese) – 6:44
3. Tour de France – 3:00

7" inglese (1984)
1. Tour de France (Edita dalla François Kevorkian Remix) – 3:55
2. Tour de France (Edita dalla versione francese) – 3:45

12" tedesco (1984)
1. Tour de France (Remix della versione tedesca) – 6:44
2. Tour de France (versione francese) – 6:30

12" tedesco (1984)
1. Tour de France (François Kevorkian Remix) – 6:47
2. Tour de France (versione tedesca) – 6:44
3. Tour de France – 3:05

7" tedesco (1984)
1. Tour de France (Edita dal François Kevorkian Remix) – 3:50
2. Tour de France – 3:10 (versione tedesca)

12" europeo (1999)
1. Tour de France (Kling Klang Analog Mix) – 6:44
2. Tour de France (François Kevorkian Remix) – 6:45

## Formazione
- Ralf Hütter - voce, sintetizzatori, tastiere
- Karl Bartos - sintetizzatori, tastiere
- Florian Schneider - sintetizzatori
- Wolfgang Flür - batteria elettronica

## Classifiche
| Classifica (1983–84)                     | Posizione |
| ---------------------------------------- | --------- |
| Australia (Kent Music Report)            | 60        |
| German Media Control Singles Chart       | 47        |
| Irish Singles Chart                      | 20        |
| Official Singles Chart                   | 22        |
| Official Singles Chart (1984 Remix)      | 24        |
| Official Singles Chart (1999 re-release) | 61        |
| US Billboard Hot Dance Club Play         | 4         |

## Cover
- I Daybehavior ne hanno realizzato una cover nel 1996.[2]
- I Basskraft ne hanno realizzato una cover nel 1998.[2]
- Prof. Krupky ne ha realizzato una cover nel maggio del 2000.[2]
- Señor Coconut y su conjunto ne ha pubblicato una cover in versione latina all'interno del proprio album del 1999 El baile aleman.[2]
- I tedeschi Stereo Total hanno inciso una cover di Tour de France all'interno del loro album Baby Ouh!, pubblicato da Disko B nel 2010.